# Boktai 2: Solar Boy Django
Boktai 2: Solar Boy Django (続・ボクらの太陽 太陽少年ジャンゴ, Zoku Bokura no Taiyō Taiyō Shōnen Jango) est un jeu vidéo de type action-RPG développé et édité par l'entreprise japonaise Konami. Il sort sur Game Boy Advance en 2004. Il fait suite à Boktai: The Sun is in Your Hand.

## Synopsis
Après avoir achevé une première aventure dans l'opus précédent, le garçon solaire Django retourne désormais chez lui, à San Miguel, mais en chemin un mystérieux vampire l'attaque et dérobe le Gun Del Sol (son Solar Gun, arme a feu capable de concentrer l'énergie solaire sous forme de balles) et s'enfuit. Désarmé, Django continue sa route et rencontre la Zazie, une magicienne qui lui remet le Sol de Vice, un gant qui lui permet d'enchanter des armes ordinaires avec le pouvoir du soleil.
À son arrivée à San Miguel, Django découvre que la population à grandement diminué et que la ville est entourée de racines qui ont causé la mort de l'Arbre Solaire. Il fait la connaissance de Violet, la petite fille du forgeron Smith qui a disparu depuis qu'il faisait route vers la cathédrale. Elle remet à Django l'enchantement du Feu, et ce dernier part à la recherche de Smith.
Au fond de la cathédrale il affronte Duneyrr Blanche, l'Immortelle du Vent sous forme de papillon géant, l'enferme dans un cercueil et libère Smith. Tout comme dans le premier opus les phases de "purification" sont présentes, et Django accomplit ce rituel sur Duneyrr. Plus tard dans les Vestiges du désert le héros affronte le vampire avec l'aide de son frère Sabata, et découvre que leur adversaire n'est autre que leur père, Ringo, qui a été transformé. Django est mordu et purifié par Sabata, mais devient un vampire. Il triomphera plus tard de Durathor Rouge, l'Immortelle de la Terre de la cité des Ténèbres, afin de pouvoir replanter un arbre solaire et débarrasser la cité San Miguel de l'influence des racines. Django parvient à reprendre sa forme d'origine et peut même alterner à volonté entre humain et vampire.
Plus tard, Ringo demandera de l'aide à Django pour ouvrir l'Aqueduc, scellé par des cartes de tarot, mais il s'agit en réalité de Dainn Noir, chef des Immortels, qui libère un de ses camarades qui était emprisonné, Dvalinn Bleu, l'Immortelle de l'Eau. Django et Sabata poursuivent Dainn qui se réfugie dans la Tour Spirale et coopèrent pour monter au sommet de celle-ci ou ils affrontent Dainn, mais c'était prévu dans le plan de ce dernier, car la Cathédrale, la Cité des Ténèbres, l'Aqueduc et la Tour Spirale étaient des sceaux qui retenaient la bête du Jour Dernier : Jormungandr, une créature capable de tout dévorer, indestructible et ancestrale.

Django descend alors au plus profond de la Tour Spirale, dans les entrailles de la terre pour tenter d'assommer la créature pendant que ses amis remettent les sceaux en places. Piégé dans la gueule du monstre il utilise le pouvoir du soleil et triomphe de la créature, sauvant le monde.